# جاكسون باريتو
جاكسون باريتو هو سياسي برازيلي، ولد في 6 مايو 1944 في Santa Rosa de Lima, Sergipe ‏ في البرازيل. نشط حزبياً في حزب الحركة الديمقراطية ‏. وقد انتخب governor of Sergipe ‏ وانتخب federal deputy of Sergipe ‏.